# Abecedarium
Abecedarium (tudi Abecednik in Abecedarij) je bralni priročnik, ki ga Primož Trubar leta 1550 skupaj s Katekizmom objavil kot 8 listov obsegajočo knjižico z abecedo, namenjeno preprostemu ljudstvu kot pripomoček za učenje branja. Tega leta je izšel v gotici, medtem ko ga je na novo izdal še leta 1555 in 1566, tokrat v bohoričici. Izboljšan abecednik je objavil tudi Sebastijan Krelj leta 1566. Skupaj s Katekizmom gre za prvo tiskano knjigo v slovenskem jeziku. Oba Abecednik in Katekizem sta vplivala na razvoj Slovenščine.